# Pohkumbang
Pohkumbang is een bestuurslaag in het regentschap Kebumen van de provincie Midden-Java, Indonesië. Pohkumbang telt 3675 inwoners (volkstelling 2010).